# Magistrado
Magistrado (del latín magistratus) es un término utilizado para referirse a ciertos funcionarios públicos. Procede de los tiempos de la Antigua Grecia y ha evolucionado en los países de habla hispana para referirse a cargos administrativos y, especialmente, judiciales. Su principal función es la de juzgar y hacer ejecutar lo juzgado. Deben ser independientes (es decir, que no sean influidos por otro poder) e imparciales.

## Antigua Roma
En la antigua Roma, los magistrados eran ciudadanos elegidos para encargarse de la dirección y administración de la ciudad. Practicaban las funciones ejecutivas, legislativas y judiciales de manera conjunta o por separado. 
Los magistrados eran esencialmente los cónsules, procónsules, pretores, ediles, tribunos y censores. En la época del principado y, más tarde, del dominado, los magistrados fueron perdiendo poder efectivo.

## Actualidad
En la actualidad, los magistrados son generalmente los encargados que integran los tribunales superiores de justicia, como el Tribunal Supremo de un país. En ocasiones, se denomina magistrado a todo aquel juez que forma parte de un órgano colegiado o tribunal, haciendo mención a un rango superior dentro de la jerarquía.
En un sentido más amplio, también recibe ese nombre la persona que ocupa un cargo público del ámbito judicial. En ese sentido, los jueces reciben el nombre de magistrado.
En España, un juez debe tener una antigüedad efectiva de tres años en el cuerpo para ascender a la categoría de magistrado. Se trata por tanto de una categoría profesional dentro de la carrera judicial. Además, se distingue en la doctrina jurídica como primer magistrado al rey.